# Loxotephria olivacea
Loxotephria olivacea là một loài bướm đêm trong họ Geometridae.